# World Taekwondo Grand Prix 2022
L'edizione del World Taekwondo Grand Prix 2022 si è composta di quattro tappe, concludendosi il 7 dicembre dello stesso anno. 

## Calendario
| Tappa    | Data          | Location                | Note  |
| -------- | ------------- | ----------------------- | ----- |
| Series 1 | 3–5 giugno    | Roma, Italia            | [ 1 ] |
| Series 2 | 2–4 settembre | Parigi, Francia         | [ 2 ] |
| Series 3 | 21–23 ottobre | Manchester, Regno Unito | [ 3 ] |
| Finale   | 8–10 dicembre | Riyadh, Arabia Saudita  | [ 4 ] |

## Vincitori

### Uomini

#### 58kg
| Competizioni | Oro           | Argento                 | Bronzo                        |
| ------------ | ------------- | ----------------------- | ----------------------------- |
| Rome         | Jang Jun      | Mohamed Khalil Jendoubi | Adrián Vicente Görkem Polat   |
| Paris        | Cyrian Ravet  | Mohamed Khalil Jendoubi | Bailey Lewis Adrián Vicente   |
| Manchester   | Park Tae-joon | Mohamed Khalil Jendoubi | Vito Dell'Aquila Jack Woolley |
| Riyadh       | Jang Jun      | Mohamed Khalil Jendoubi | Cyrian Ravet                  |

#### 68 kg
| Competizioni | Oro               | Argento          | Bronzo                        |
| ------------ | ----------------- | ---------------- | ----------------------------- |
| Rome         | Hakan Reçber      | Ali Alian        | Bradly Sinden Jin Ho-jun      |
| Paris        | Javier Pérez Polo | Zaid Kareem      | Bradly Sinden Théo Lucien     |
| Manchester   | Jin Ho-jun        | Zaid Kareem      | Khalfani Harris Bradly Sinden |
| Riyadh       | Zaid Kareem       | Ulugbek Rashitov | Hakan Reçber                  |

#### 80 kg
| Competizioni | Oro            | Argento          | Bronzo                         |
| ------------ | -------------- | ---------------- | ------------------------------ |
| Rome         | Simone Alessio | Seif Eissa       | Park Woo-hyeok Shukhrat Salaev |
| Paris        | Simone Alessio | Richard Ordemann | Firas Katoussi Carl Nickolas   |
| Manchester   | Seo Geon-woo   | Simone Alessio   | Hwan Nam-goong Firas Katoussi  |
| Riyadh       | Simone Alessio | Seo Geon-woo     | Seif Eissa                     |

#### +80 kg
| Competizioni | Oro                  | Argento             | Bronzo                                   |
| ------------ | -------------------- | ------------------- | ---------------------------------------- |
| Rome         | Emre Kutalmış Ateşli | Cheick Sallah Cissé | Caden Cunningham Dejan Georgievski       |
| Paris        | Rafael Alba          | Ivan Šapina         | Cheick Sallah Cissé Iván García Martínez |
| Manchester   | Maicon Andrade       | Caden Cunningham    | Emre Kutalmış Ateşli Cheick Sallah Cissé |
| Riyadh       | Cheick Sallah Cissé  | Carlos Sansores     | Dejan Georgievski                        |

### Donne

#### 49 kg
| Competizioni | Oro                    | Argento        | Bronzo                      |
| ------------ | ---------------------- | -------------- | --------------------------- |
| Rome         | Adriana Cerezo         | Bruna Duvančić | Sim Jae-young Daniela Souza |
| Paris        | Panipak Wongpattanakit | Merve Dinçel   | Kang Bo-ra Ela Aydin        |
| Manchester   | Panipak Wongpattanakit | Merve Dinçel   | Qing Guo Adriana Cerezo     |
| Riyadh       | Panipak Wongpattanakit | Merve Dinçel   | Adriana Cerezo              |

#### 57 kg
| Competizioni | Oro         | Argento            | Bronzo                                |
| ------------ | ----------- | ------------------ | ------------------------------------- |
| Rome         | Luo Zongshi | Jade Jones         | Anastasija Zolotic Skylar Park        |
| Paris        | Luo Zongshi | Skylar Park        | Nada Laaraj Zhou Lijun                |
| Manchester   | Luo Zongshi | Jade Jones         | Anastasija Zolotic Hatice Kübra İlgün |
| Riyadh       | Luo Zongshi | Hatice Kübra İlgün | Skylar Park                           |

#### 67 kg
| Competizioni | Oro              | Argento            | Bronzo                         |
| ------------ | ---------------- | ------------------ | ------------------------------ |
| Rome         | Magda Wiet-Hénin | Julyana Al-Sadeq   | Kim Jan-di Ruth Gbagbi         |
| Paris        | Ruth Gbagbi      | Nam Min-seo        | Leslie Soltero Sarah Chaâri    |
| Manchester   | Magda Wiet-Hénin | Aleksandra Perišić | Lauren Williams Petra Štolbová |
| Riyadh       | Julyana Al-Sadeq | Zhang Mengyu       | Magda Wiet-Hénin               |

#### +67 kg
| Competizioni | Oro                   | Argento        | Bronzo                               |
| ------------ | --------------------- | -------------- | ------------------------------------ |
| Rome         | Lee Da-bin            | Crystal Weekes | Rebecca McGowan Maristella Smiraglia |
| Paris        | Lee Da-bin            | Althéa Laurin  | Nafia Kuş Gabriele Siqueira          |
| Manchester   | Lorena Brandl         | Althéa Laurin  | Aleksandra Kowalczuk Lei Xu          |
| Riyadh       | Sude Yaren Uzunçavdar | Bianca Walkden | Nafia Kuş                            |

## Medagliere
| Posiz. | Nazione            | Oro | Argento | Bronzo | Totale |
| ------ | ------------------ | --- | ------- | ------ | ------ |
| 1      | Corea del Sud      | 7   | 2       | 6      | 15     |
| 2      | Cina               | 4   | 1       | 3      | 8      |
| 3      | Turchia            | 3   | 4       | 6      | 13     |
| 4      | Francia            | 3   | 2       | 3      | 8      |
| 4      | Italia             | 3   | 1       | 2      | 6      |
| 6      | Thailandia         | 3   | 0       | 0      | 3      |
| 7      | Giordania          | 2   | 3       | 0      | 5      |
| 8      | Costa d'Avorio     | 2   | 1       | 3      | 6      |
| 9      | Spagna             | 2   | 0       | 5      | 7      |
| 10     | Brasile            | 1   | 0       | 1      | 2      |
| 10     | Germania           | 1   | 0       | 1      | 2      |
| 12     | Cuba               | 1   | 0       | 0      | 1      |
| 13     | Regno Unito        | 0   | 4       | 6      | 10     |
| 14     | Tunisia            | 0   | 4       | 2      | 6      |
| 15     | Croazia            | 0   | 2       | 0      | 2      |
| 16     | Canada             | 0   | 1       | 2      | 3      |
| 16     | Messico            | 0   | 1       | 2      | 3      |
| 18     | Egitto             | 0   | 1       | 1      | 2      |
| 18     | Uzbekistan         | 0   | 1       | 1      | 2      |
| 20     | Norvegia           | 0   | 1       | 0      | 1      |
| 20     | Porto Rico         | 0   | 1       | 0      | 1      |
| 20     | Serbia             | 0   | 1       | 0      | 1      |
| 20     | Svezia             | 0   | 1       | 0      | 1      |
| 24     | Stati Uniti        | 0   | 0       | 4      | 4      |
| 25     | Macedonia del Nord | 0   | 0       | 2      | 2      |
| 26     | Australia          | 0   | 0       | 1      | 1      |
| 26     | Belgio             | 0   | 0       | 1      | 1      |
| 26     | Rep. Ceca          | 0   | 0       | 1      | 1      |
| 26     | Irlanda            | 0   | 0       | 1      | 1      |
| 26     | Marocco            | 0   | 0       | 1      | 1      |
| 26     | Polonia            | 0   | 0       | 1      | 1      |
| 26     | Marocco            | 0   | 0       | 1      | 1      |
| Totale | Totale             | 32  | 32      | 56     | 120    |